# Luciano Leiva
Luciano Leiva (n. 28 de diciembre de 1849)  es un político argentino que, entre otros cargos, fue gobernador de la provincia de Santa Fe entre 1894 y 1898. Fundó la ciudad de Margarita, un 24 de febrero de 1890.

## Biografía
Nació en el día de los Santos Inocentes de 1849 en el seno de una familia con ascendencia en las provincias de Santa Fe y Entre Ríos.
Inició los estudios primarios en Salto, Uruguay y los continuó en el tradicional Colegio de la Inmaculada Concepción de los Padres Jesuitas en la ciudad de Santa Fe.
Leiva no alcanzó a terminar el nivel terciario porque su padre necesitó su ayuda en los trabajos rurales de la estancia ubicada en el departamento San Justo.
En sus viajes entre la estancia familiar y Santa Fe y comienza a tomar contacto con hombres de política y, en diciembre de 1867, con 18 años, forma parte de la revolución contra el gobierno de Nicasio Oroño.
Al año siguiente, fue uno de los que dieron su apoyo para que Mariano Cabal se convirtiera en gobernador de Santa Fe.
El 14 de abril de 1878, Leiva, junto a la juventud opositora que integraba, decide hacer una revolución contra Simón de Iriondo. La revolución fracasa y los rebeldes huyen hacia el norte de la provincia, a las Higueritas, donde son derrotados definitivamente.
El fracaso del golpe provoca el alejamiento de Leiva de la provincia. Se traslada a Buenos Aires donde trabajó en la agencia naviera Cabral y Cía. Una vez calmados los ánimos, regresa a la provincia a administrar las estancias de Ramayón y Escalada en el departamento San Justo.
En 1888 regresa al ámbito político de Santa Fe y es electo Senador Provincial por el departamento Iriondo. Dos años después aceptó el ofrecimiento del gobernador Juan Manuel Cafferata y fue nombrado ministro de Gobierno, Justicia y Culto.
Al producirse la revolución radical de julio de 1893 hubo cambios en el gobierno, y el gobernador Mariano Candioti –el gobierno de los 21 días–, pide su arresto. Fue detenido mientras viajaba en tren hacia Buenos Aires, cuando llegaba a la estación Baradero. Logró su libertad al finalizar el mismo de Candioti.
Mariano Candioti permaneció en el gobierno hasta que el 22 de agosto de 1893 fue nombrado Baldomero Llerena como interventor nacional. En septiembre del mismo año nuevamente hubo un levantamiento radical esta vez en Rosario y en octubre fue nombrado José Vicente Zapata como nuevo interventor.
En 1894 se llevaron a cabo elecciones en la provincia de Santa Fe y Luciano Leiva fue elegido como nuevo gobernador, asumiendo el 18 de febrero.
Luego de su paso por la gobernación provincial fue Diputado Nacional en los períodos 1898-1902 y 1910-1914.
En 1914 se alejó de la política y se recluyó en su estancia de Naré, provincia de Santa Fe donde falleció, a los 85 años, el 21 de mayo de 1935.